# Piotr Wilczewski
Piotr Wilczewski (ur. 9 sierpnia 1978 w Dzierżoniowie) – polski bokser zawodowy, trener. Mistrz Europy organizacji EBU, a także zdobywca pasów WBF International oraz Mistrza Świata federacji TWBA w wadze superśredniej.

## Kariera amatorska
Trzykrotnie wystąpił na amatorskich Mistrzostwach Europy. W 2000 w Tampere i w 2002 w Permie doszedł do ćwierćfinału, natomiast w 2004 w Puli przegrał w pierwszej walce.

## Kariera zawodowa
W boksie zawodowym zadebiutował 10 grudnia 2004, podczas gali boksu zawodowego w Jaworznie, gdzie wygrał na punkty z Jevgenijsem Andrejevsem.
20 października 2006 otrzymał szansę walki o pas WBF International w wadze superśredniej. Wilczewski wygrał przez techniczny nokaut, w 9 rundzie, z Kongijczykiem Kimfute Makussu.
9 czerwca 2007 podczas gali boksu zawodowego w Katowicach zdobył pas mistrza świata federacji TWBA w wadze superśredniej pokonując na punkty Belga Djamela Selini.
11 lipca 2009 doznał pierwszej porażki na zawodowym ringu przegrywając przez TKO w 3 rundzie z Amerykaninem Curtisem Stevensem podczas gali bokserskiej w Newark w stanie New Jersey.
13 listopada 2009 po 10-rundowym pojedynku, pokonał jednogłośnie na punkty Demetriusa Davisa, zdobywając tymczasowy pas federacji TWBA.
9 kwietnia 2010 na gali w Dzierżoniowie wygrał jednogłośnie na punkty, z Francuzem Azizem Daari. Stawką 10-rundowej walki był pas federacji TWBA oraz wakujący tytuł Międzynarodowego Mistrza Polski w kategorii superśredniej.
17 września 2010 Piotr Wilczewski obronił po raz pierwszy pas federacji TWBA w kategorii superśredniej, pokonując w 2 rundzie, przez techniczny nokaut, Hiszpana Miguela Angela Penę.
11 grudnia 2010 Wilczewski zmierzył się ze Szwedem Karlo Tabaghuą. Po 12-rundowym pojedynku wygrał Polak, pokonując rywala jednogłośnie na punkty, w stosunku 118-110 u wszystkich trzech sędziów. Stawką walki był wakujący interkontynentalny pas federacji IBO.
4 marca 2011 Piotr Wilczewski na gali w Helsinkach zmierzył się z Finem Aminem Asikainenem o wakujące pasy Mistrza Europy organizacji EBU oraz WBO Intercontinental, w kategorii superśredniej. Rywal Polaka zaliczył nokdaun w 8 i 11 rundzie, po której sędzia orzekł wygraną Wilczewskiego przez techniczny nokaut.
15 października 2011 Wilczewski stoczył pojedynek w obronie Mistrzostwa Europy organizacji EBU. Po 12 rundach, Polak przegrał z Jamesem DeGalem dwa do remisu (114:114 i dwa razy 113:115), tracąc tym samym pas Mistrza Europy.
17 lutego 2012 Piotr Wilczewski pokonał niejednogłośnie na punkty, po 8 rundach, Gearda Ajetovicia stosunkiem (79:73, 79:72 i 75:77).
31 marca 2012 Wilczewski przegrał jednogłośnie na punkty z Arthurem Abrahamem. W walce o pas WBO European sędziowie punktowali dwukrotnie 109-118 i 108-119 na niekorzyść Polaka, jednak punktacja nie była adekwatna do przebiegu walki. W 7 rundzie sędzia ringowy odjął Piotrowi Wilczewskiemu punkt, za nisko trzymaną głowę.
1 czerwca 2012 w Hali na Podpromiu w Rzeszowie "Wilk" wygrał pewnie na punkty z Ukraińcem Wołodymirem Borowski. Była to jego ostatnia walka na ringu, po której zaangażował się w pracę trenerską.
6 października 2018 w Dzierżoniowie wygrał jednogłośnie na punkty pożegnalną walkę z Gruzinem Giorgim Kandelakim (21-32-3, 9 KO).

## Kariera trenerska
Jest trenerem między innymi  Mariusza Wacha, Mateusza Rzadkosza i Michała Leśniaka.

## Problemy z prawem
10 grudnia 2014 roku w okolicach Opoczna zatrzymano podróżujących samochodem marki Volkswagen Touran trzech mężczyzn, w wieku 35, 36 i 23 lat, jak się później okazało byli to Mariusz Wach, pięściarz Kamil Łaszczyk oraz trener Piotr Wilczewski. Podczas przeszukania auta policja zabezpieczyła substancję, co do której zachodzi podejrzenie, że jest środkiem odurzającym. Obecnie trwają badania, które ustalą właściwości tej substancji. Noc ze środy na czwartek cała trójka spędziła w areszcie.
W czwartek bokserzy Mariusz Wach i Kamil Łaszczyk po złożeniu zeznań zostali zwolnieni. Do prokuratury w Opocznie przewieziono natomiast trenera, który usłyszał zarzut posiadania znacznej ilości metamfetaminy i amunicji. Prokuratura z Opoczna zastosowała wobec niego dozór policyjny oraz poręczenie majątkowe w wysokości 15 tys. zł, ma on status podejrzanego.
W dniu zatrzymania i przeszukania auta jednocześnie w Dzierżoniowie  dokonano przeszukań w domu Wilczewskiego i na sali treningowej.  Organy ściągania mogły zaplanować takie czynności bowiem otrzymały w tej sprawie "informację". W toku skrupulatnych przeszukań nic zakazanego jednak nie ujawniono. Wilczewski cały czas podkreślał, że jest niewinny i nie przyznawał się do zarzucanych czynów.
Po przeprowadzeniu wstępnych czynności w ramach prowadzonego śledztwa już w lutym 2015 zniesiono wobec niego dozór policyjny i mógł wylecieć do USA trenować swoich zawodników.
W toku postępowania dokonano szeregu czynności procesowych, w tym badań krwi Wilczewskiego, które jednoznacznie wykazały, że nie miał on żadnej styczności z substancjami zabronionymi. Przeanalizowano również ślady DNA i daktyloskopijne. Piotr Wilczewski na swój wniosek został przebadany wariografem (popularnie zwanym wykrywaczem kłamstw). Ostatecznie po jedenastu miesiącach śledztwa i po przeprowadzeniu zakrojonego na szeroką skalę postępowania dowodowego organy ściągania umarzają postępowanie i stwierdzają, że Piotr Wilczewski nie popełnił czynu zabronionego, a zgromadzony w toku postępowania materiał dowodowy pozwolił jednoznacznie stwierdzić, że nie miał on nic wspólnego ze znalezionymi w samochodzie przedmiotami, ani nawet żadnej wiedzy na ten temat.